# Phosphorylase
Les phosphorylases, appelés à tort kinases, sont les enzymes responsables de la phosphorolyse. Ils ajoutent un ion phosphate PO43− (ou orthophosphate) à partir d'un ion hydrogénophosphate HPO42− (parfois appelé phosphate inorganique(Pi) ou encore phosphate d'hydrogène) sur une molécule organique lors d'une phosphorolyse, contrairement aux kinases qui le transfèrent d'une molécule organique à une autre et aux phosphatases qui les ôtent par hydrolyse.